# ライアン・グリン
ライアン・デイヴィッド・グリン（Ryan David Glynn , 1974年11月1日 - ）は、アメリカ合衆国バージニア州出身の元プロ野球選手（投手）。右投右打。

## 経歴

### MLBとサムスン時代
アメリカ陸軍訓練学校（バージニアミリタリー大学）出身。学生時代は右の強打者として活躍し、1995年のMLBドラフトでテキサス・レンジャーズから指名を受け、入団。直後に投手へ転向した。その後レンジャーズを退団し、2003年のシーズン途中に、不振により退団した元近鉄のナルシソ・エルビラの代役として三星ライオンズと契約。しかし不振により同年限りで退団。その後、ミネソタ・ツインズ傘下3Aのロチェスター・レッドウイングスに所属していたところ、2006年4月21日に右の先発投手が不足していた東北楽天ゴールデンイーグルスに入団。

### 楽天時代
2006年5月中旬に来日すると先発ローテーションに定着。後半に5連敗を喫するも持ち直して4勝を挙げ、チーム最多タイ（一場靖弘と同数）の7勝（7敗）、防御率3.96の成績を残した。登板した全試合で途中降板するなど、雨天コールドゲームで記録した1試合を除いて完投は無かったが、シュート回転する速球（ツーシーム・ファストボール）を武器に、特に右打者に対して強さを見せた。
同年オフの契約更改にて交渉が決裂し、退団。12月中旬、北海道日本ハムファイターズが獲得を発表した。

### 日本ハム時代
2007年の開幕当初から先発ローテーションを任される。セ・パ交流戦では6試合に登板して負けなしの5勝、12球団1位の防御率1.01で交流戦最優秀選手に選ばれた。その後も調子を上げ、7月までに7連勝を挙げる。しかし夏場以降は好投しても打線の援護に恵まれず、1勝に終わる。最終的に9勝8敗ながら、防御率2.20（リーグ3位）という好成績を残した。中日ドラゴンズとの日本シリーズでは第2戦に先発したが、敗戦投手となった。
2008年は開幕から打線の援護に恵まれず、7勝14敗（リーグワースト）と負け越したが、防御率は3.66だった。クライマックスシリーズではセカンドステージの第1戦と第5戦に登板するが、第1戦では3回を10失点、第2戦では2回2/3を5失点、通算防御率23.82で2敗を喫した。同年オフ、残留交渉が決裂し退団。翌年初頭に横浜ベイスターズが獲得した。

### 横浜時代
2009年はシーズンを通して先発ローテーションの一員として登板したが、外国人投手としては20年ぶりの15敗を記録するなど、チーム低迷の一因となった。また、リーグを跨いで2年連続のリーグ最多敗戦投手はNPBでは初の選手となった。セ・パ交流戦では、5試合に登板して5敗。これにより、24試合制となって以降では、最多勝利記録(5勝)と、最多敗戦記録を併せ持つ唯一の投手となっている(2014年現在)。9月下旬、夫人の出産を理由に帰国し、シーズン終了後に球団側が契約を解除したため、そのまま退団した。

### アメリカ独立リーグ時代
2010年7月、アトランティックリーグのニューアーク・ベアーズと契約した。

### 台湾時代
2011年は中華職業棒球大聯盟の統一セブンイレブン・ライオンズに入団。背番号は14。登録名は『格林』。同年限りで退団した。

## 人物
野村克也について、「尊敬している。今まで野球をやってきて最高の監督だった。思いやりをもって接してくれた」と語った。日本ハムへの移籍が決まった際には、野村への感謝の気持ちを綴った手紙を贈ったという。野村は、2007年にグリンの所属する日本ハムがリーグ優勝を達成した際、「カモられるわ、グリンはやるわ…、本当にウチ（楽天）は日本ハムの後援会だな」と皮肉混じりにコメントした。
2007年4月22日の対福岡ソフトバンクホークス5回戦（東京ドーム）で試合途中に突然マウンドを降り、そのまま降板した。この行動に対し、試合後に「二塁走者の田上秀則が不審な動きをしていたので身の危険を感じた」と謎のコメントを残している。その後、田上の『リードをしては戻る』という行動がサインを盗んで打者に伝えていると思ったと言っている。
大変な家族想いで、シーズン中も何度か家族が来日していた。家族が球場で観戦する際に、グリンはイニングごとベンチに帰るときにスタンド方向に合図を送る。
試合中はボークなどで乱闘寸前まで発展することも多いが、普段は非常に物静かである。日本ハム時代のチームメイトである森本稀哲は「散歩とかしてて偶然会ってもライアンってつれないんですよ」と語っていた。
日本ハム時代はチームメイトやファンからはグリンではなく、ファーストネームのライアンと呼ばれた。これは、グリンが日本ハムに移籍した2007年に野手のアンディ・グリーンが在籍しており、紛らわしさを回避するためである。このため、アナウンスではフルネームで呼ばれた（グリーンも同様）。球団もグリンにファーストネームでの登録を薦めたが、本人は断って「グリン」を希望したという。
横浜時代の応援歌は、名前にちなんで童謡「グリーングリーン」の替え歌となっている（大洋時代の高橋雅裕も同曲を使用していた）。
2009年9月5日の対中日ドラゴンズ19回戦（ハードオフ新潟）で、グリンは先発機会が無いことからベンチ入りメンバーから外れていたが、マネージャーが先発メンバー表にスティーブン・ランドルフと間違えてグリンの名を書き入れてしまった。結局、ベンチ入りメンバーを桑原義行と交代した上でグリンが先発登板し、井端弘和を打ち取った後にランドルフと交代した。なお、試合はランドルフが最後まで投げ抜き、2-0で勝利している。

## 詳細情報

### 年度別投手成績
| 年 度     | 球 団     | 登 板 | 先 発 | 完 投 | 完 封 | 無 四 球 | 勝 利 | 敗 戦 | セ 丨 ブ | ホ 丨 ル ド | 勝 率 | 打 者 | 投 球 回 | 被 安 打 | 被 本 塁 打 | 与 四 球 | 敬 遠 | 与 死 球 | 奪 三 振 | 暴 投 | ボ 丨 ク | 失 点 | 自 責 点 | 防 御 率 | W H I P |
| --------- | --------- | ----- | ----- | ----- | ----- | -------- | ----- | ----- | -------- | ----------- | ----- | ----- | -------- | -------- | ----------- | -------- | ----- | -------- | -------- | ----- | -------- | ----- | -------- | -------- | ------- |
| 1999      | TEX       | 13    | 10    | 0     | 0     | 0        | 2     | 4     | 0        | 0           | .333  | 262   | 54.2     | 71       | 10          | 35       | 0     | 1        | 39       | 3     | 1        | 46    | 44       | 7.24     | 1.94    |
| 2000      | TEX       | 16    | 16    | 0     | 0     | 0        | 5     | 7     | 0        | 0           | .417  | 412   | 88.2     | 107      | 15          | 41       | 2     | 3        | 33       | 3     | 0        | 65    | 55       | 5.58     | 1.67    |
| 2001      | TEX       | 12    | 9     | 0     | 0     | 0        | 1     | 5     | 0        | 0           | .167  | 219   | 46.0     | 59       | 7           | 26       | 1     | 0        | 15       | 5     | 0        | 38    | 36       | 7.04     | 1.85    |
| 2003      | 三星      | 15    | 10    | 0     | 0     | --       | 1     | 3     | 1        | 0           | .250  | 250   | 57.1     | 65       | 5           | 16       | 0     | 3        | 28       | 1     | 0        | 33    | 32       | 5.02     | 1.41    |
| 2004      | TOR       | 6     | 2     | 0     | 0     | 0        | 1     | 0     | 0        | 0           | 1.000 | 89    | 20.0     | 19       | 4           | 8        | 1     | 3        | 14       | 0     | 0        | 9     | 9        | 4.05     | 1.35    |
| 2005      | OAK       | 5     | 3     | 0     | 0     | 0        | 0     | 4     | 0        | 0           | .000  | 82    | 17.0     | 24       | 5           | 7        | 0     | 0        | 15       | 0     | 0        | 16    | 13       | 6.88     | 1.82    |
| 2006      | 楽天      | 21    | 19    | 1     | 0     | 0        | 7     | 7     | 0        | 0           | .500  | 558   | 127.1    | 143      | 15          | 36       | 0     | 6        | 121      | 4     | 5        | 62    | 56       | 3.96     | 1.46    |
| 2007      | 日本ハム  | 24    | 24    | 0     | 0     | 0        | 9     | 8     | 0        | 0           | .529  | 621   | 155.0    | 129      | 16          | 33       | 0     | 6        | 111      | 4     | 7        | 43    | 38       | 2.21     | 1.08    |
| 2008      | 日本ハム  | 26    | 25    | 2     | 0     | 0        | 7     | 14    | 0        | 0           | .333  | 699   | 163.1    | 160      | 18          | 61       | 1     | 3        | 99       | 5     | 5        | 74    | 66       | 3.64     | 1.37    |
| 2009      | 横浜      | 23    | 23    | 0     | 0     | 0        | 3     | 15    | 0        | 0           | .167  | 521   | 118.0    | 135      | 17          | 35       | 1     | 4        | 69       | 5     | 3        | 73    | 67       | 5.11     | 1.44    |
| 2011      | 統一      | 11    | 11    | 1     | 1     | 0        | 6     | 1     | 0        | 0           | .857  | 295   | 73.1     | 54       | 2           | 12       | 0     | 6        | 60       | 2     | 0        | 16    | 12       | 1.47     | 0.90    |
| MLB：5年  | MLB：5年  | 52    | 40    | 0     | 0     | 0        | 9     | 20    | 0        | 0           | .310  | 1064  | 226.1    | 280      | 41          | 117      | 4     | 7        | 116      | 11    | 1        | 174   | 157      | 6.24     | 1.75    |
| KBO：1年  | KBO：1年  | 15    | 10    | 0     | 0     | --       | 1     | 3     | 1        | 0           | .250  | 250   | 57.1     | 65       | 5           | 16       | 0     | 3        | 28       | 1     | 0        | 33    | 32       | 5.02     | 1.41    |
| NPB：4年  | NPB：4年  | 94    | 91    | 3     | 0     | 0        | 26    | 44    | 0        | 0           | .371  | 2399  | 563.2    | 567      | 66          | 165      | 2     | 19       | 400      | 18    | 20       | 252   | 227      | 3.62     | 1.30    |
| CPBL：1年 | CPBL：1年 | 11    | 11    | 1     | 1     | 0        | 6     | 1     | 0        | 0           | .857  | 295   | 73.1     | 54       | 2           | 12       | 0     | 6        | 60       | 2     | 0        | 16    | 12       | 1.47     | 0.90    |

- 各年度の太字はリーグ最高

### 表彰
NPB
- セ・パ交流戦 最優秀選手賞（MVP）：1回 （2007年）
- 月間MVP：1回 （2007年6月）
- ベスト・ファーザー イエローリボン賞 in 「プロ野球部門」 （2008年）

### 記録
NPB投手記録
- 初登板：2006年5月21日、対読売ジャイアンツ2回戦（フルキャストスタジアム宮城）、4回表に3番手で救援登板、2回無失点
- 初奪三振：同上、4回表に亀井義行から空振り三振
- 初先発：2006年5月26日、対広島東洋カープ1回戦（フルキャストスタジアム宮城）、4回2失点
- 初勝利・初先発勝利：2006年6月6日、対横浜ベイスターズ4回戦（フルキャストスタジアム宮城）、7回4失点
- 初完投勝利：2006年9月6日、対オリックス・バファローズ18回戦（フルキャストスタジアム宮城）、6回1失点（6回裏1死で降雨コールドゲーム）

NPB打撃記録
- 初安打・初打点：2006年6月11日、対広島東洋カープ6回戦（広島市民球場）、6回表に大竹寛から左翼線適時二塁打

### 背番号
- 24 （2003年）
- 50 （2006年）
- 14 （2007年 - 2008年、2011年）
- 10 （2009年）

### 登場曲
- Red Hot Chili Peppers / CAN'T STOP
- Matchbox Twenty / How Far We've Come